# ورگو
ورگو (به لاتین: Vergo) یک سکونتگاه مسکونی در آلبانی است که در استان دلوینه واقع شده‌است.